# 凱雷萬
凱雷萬是西非國家岡比亞的城鎮，也是北岸區的首府，位於該國西北部岡比亞河右岸，距離首都班珠爾約60公里，該鎮在約400年前建成，2010年人口約3,511。
13°30′N 16°05′W / 13.500°N 16.083°W